# 南一恵
南 一恵（みなみ かずえ、1948年10月5日 - ）は石川県出身の日本の女優。
特技は石川弁と着物の着付け。舞台を中心に活動している。

## 出演作品（女優）

### テレビドラマ
- 北の家族（1973年 - 1974年、NHK） - 鈴木松代
- 水もれ甲介（1974年、日本テレビ / ユニオン映画） - 主婦
- 俺たちの旅（1975年、日本テレビ）
- 気まぐれ天使 第2話「働けど…… 」（1976年、日本テレビ / ユニオン映画）
- 西武スペシャル 季節が変る日（1982年、日本テレビ）
- 月曜ワイド劇場 悪女の手記（1982年、テレビ朝日）
- ママの涙はハート色（1983年、フジテレビ）
- ザ・サスペンス お師匠さんは名探偵(1)（1983年、TBS）
- 若き血に燃ゆる〜福沢諭吉と明治の群像（1984年、テレビ東京）
- 特捜最前線（ANB）
  - 第427話「複数誘拐・子供たちは何処へ」（1985年）
  - 第446話「遅れてきたXマス・密告電話の女」（1985年）
- 女ともだち（1986年、TBS）
- さすらい刑事旅情編IV 第7話「伊豆、三泊四日不倫旅行・同窓生の殺意」（1991年、ANB）
- セカンド・チャンス（1995年、TBS）
- 虹色定期便（1999年、NHK） - 植島秋子
- 花衣夢衣（2008年、THK） - 水上喜久代
- 大河ドラマ（NHK）
  - いのち（1986年） - 豊子 役
  - 篤姫（2008年） - マサ 役
  - 鎌倉殿の13人（2022年）
- 花嫁のれん（2010年・2011年・2014年・2015年、THK） - 菊・方言指導

### 舞台
- 君は即ち春を吸ひこんだのだ（2016年2月25日-3月1日・恵比寿・エコー劇場、公益社団法人日本劇団協議会）作：原田ゆう・演出：板垣恭一

## 出演作品（声優）

### テレビアニメ
- くまみこ（2016年、TOKYO MX） - 雨宿エツ子

### 映画
- おもひでぽろぽろ（1991年）

### 吹き替え
- 私はケイトリン（シスター・バーナデット）